# Rallycross del Benelux 2019
Il Rallycross del Benelux 2019, ufficialmente denominato RX of Benelux, è stata la terza prova del campionato del mondo rallycross 2019 nonché la prima edizione del Rallycross del Benelux. La manifestazione si è svolta l'11 e il 12 maggio sul circuito di Spa-Francorchamps a Stavelot, in Belgio. Vi si tenne inoltre la seconda gara del campionato europeo rallycross 2019 valida soltanto per la categoria cadetta Super1600. 
L'evento del World RX venne vinto nella massima categoria Supercar dal pilota russo Timur Timerzjanov alla guida di una Hyundai i20 della squadra GRX Taneco, davanti al norvegese Andreas Bakkerud, su Audi S1 della scuderia Monster Energy RX Cartel, e al finlandese Joni Wiman, compagno di squadra del vincitore e anch'egli su Hyundai i20. La vittoria nel campionato cadetto RX2 è invece stata conquistata dallo svedese Oliver Eriksson sulla vettura Supercar Lites della scuderia Olsbergs MSE.
Nella classe Super1600 dell'Euro RX il successo andò invece al russo Ajdar Nuriev alla guida di una Audi A1 della scuderia Volland Racing.

## Risultati World RX

### Classifiche finali
| Categoria Supercar | Categoria Supercar | Categoria Supercar   | Categoria Supercar | Categoria Supercar              | Categoria Supercar | Categoria Supercar | Categoria Supercar | Categoria Supercar | Categoria Supercar | Categoria Supercar | Categoria Supercar | Categoria Supercar |
| Pos.               | N°                 | Pilota               | Auto               | Squadra                         | Qualificazioni     | Qualificazioni     | Semifinali         | Semifinali         | Semifinali         | Finale             | Finale             | PC                 |
| Pos.               | N°                 | Pilota               | Auto               | Squadra                         | Pos.               | Punti              | SF1                | SF2                | Punti              | Pos.               | Punti              | PC                 |
| ------------------ | ------------------ | -------------------- | ------------------ | ------------------------------- | ------------------ | ------------------ | ------------------ | ------------------ | ------------------ | ------------------ | ------------------ | ------------------ |
| 1                  | 7                  | Timur Timerzjanov    | Hyundai i20        | GRX Taneco                      | 5º                 | 12                 | 2º                 | –                  | 5                  | 1º                 | 8                  | 25                 |
| 2                  | 13                 | Andreas Bakkerud     | Audi S1            | Monster Energy RX Cartel        | 1º                 | 16                 | 1º                 | –                  | 6                  | 2º                 | 5                  | 27                 |
| 3                  | 31                 | Joni Wiman           | Hyundai i20        | GRX Taneco                      | 2º                 | 15                 | –                  | 1º                 | 6                  | 3º                 | 4                  | 25                 |
| 4                  | 21                 | Timmy Hansen         | Peugeot 208 WRX    | Team Hansen MJP                 | 4º                 | 13                 | –                  | 3º                 | 4                  | 4º                 | 3                  | 20                 |
| 5                  | 6                  | Jānis Baumanis       | Ford Fiesta ST MK7 | Team STARD                      | 8º                 | 9                  | –                  | 2º                 | 5                  | 5º                 | 2                  | 16                 |
| 6                  | 33                 | Liam Doran           | Audi S1            | Monster Energy RX Cartel        | 3º                 | 14                 | 3º                 | –                  | 4                  | 6º                 | 1                  | 19                 |
| 7                  | 92                 | Anton Marklund       | GCK Mégane R.S. RX | GC Kompetition                  | 6º                 | 11                 | –                  | 4º                 | 3                  | nq                 | nq                 | 14                 |
| 8                  | 71                 | Kevin Hansen         | Peugeot 208 WRX    | Team Hansen MJP                 | 7º                 | 10                 | 4º                 | –                  | 3                  | nq                 | nq                 | 13                 |
| 9                  | 44                 | Timo Scheider        | SEAT Ibiza         | ALL-INKL.COM Münnich Motorsport | 9º                 | 8                  | 5º                 | –                  | 2                  | nq                 | nq                 | 10                 |
| 10                 | 40                 | Mattias Ekström      | Audi S1            | Mattias Ekström                 | 10º                | 7                  | –                  | 6º                 | 1                  | nq                 | nq                 | 8                  |
| 11                 | 123                | Krisztián Szabó      | Audi S1            | EKS Sport                       | 11º                | 6                  | 6º                 | –                  | 1                  | nq                 | nq                 | 7                  |
| 12                 | 113                | Cyril Raymond        | GCK Clio R.S. RX   | GCK Academy                     | 12º                | 5                  | –                  | 5º                 | 2                  | nq                 | nq                 | 7                  |
| 13                 | 36                 | Guerlain Chicherit   | GCK Mégane R.S. RX | GC Kompetition                  | 13º                | 4                  | nq                 | nq                 | nq                 | nq                 | nq                 | 4                  |
| 14                 | 42                 | Oliver Bennett       | Mini Cooper S      | Oliver Bennett                  | 14º                | 3                  | nq                 | nq                 | nq                 | nq                 | nq                 | 3                  |
| 15                 | 96                 | Guillame De Ridder   | GCK Clio R.S. RX   | GCK Academy                     | 15º                | 2                  | nq                 | nq                 | nq                 | nq                 | nq                 | 2                  |
| 16                 | 5                  | Pål Try              | Ford Fiesta ST MK6 | Team STARD                      | 16º                | 1                  | nq                 | nq                 | nq                 | nq                 | nq                 | 1                  |
| 17                 | 67                 | François Duval       | Škoda Fabia        | ESmotorsport - Labas GAS        | 17º                | 0                  | nq                 | nq                 | nq                 | nq                 | nq                 | 0                  |
| 18                 | 39                 | Enzo Ide             | Audi S1            | Team JC Race Teknik             | 18º                | 0                  | nq                 | nq                 | nq                 | nq                 | nq                 | 0                  |
| 19                 | 66                 | Grégoire Demoustier  | Peugeot 208        | Grégoire Demoustier             | 19º                | 0                  | nq                 | nq                 | nq                 | nq                 | nq                 | 0                  |
| 20                 | 84                 | Hervé Knapick        | Citroën DS3        | "Knapick"                       | 20º                | 0                  | nq                 | nq                 | nq                 | nq                 | nq                 | 0                  |
|                    |                    |                      |                    |                                 |                    |                    |                    |                    |                    |                    |                    |                    |
| Categoria RX2      |                    |                      |                    |                                 |                    |                    |                    |                    |                    |                    |                    |                    |
| Pos.               | N°                 | Pilota               | Auto               | Squadra                         | Qualificazioni     | Qualificazioni     | Semifinali         | Semifinali         | Semifinali         | Finale             | Finale             | PC                 |
| Pos.               | N°                 | Pilota               | Auto               | Squadra                         | Pos.               | Punti              | SF1                | SF2                | Punti              | Pos.               | Punti              | PC                 |
| 1                  | 16                 | Oliver Eriksson      | Supercar Lites     | Olsbergs MSE                    | 2º                 | 15                 | –                  | 1º                 | 6                  | 1º                 | 8                  | 29                 |
| 2                  | 47                 | Jesse Kallio         | Supercar Lites     | Olsbergs MSE                    | 1º                 | 16                 | 1º                 | –                  | 6                  | 2º                 | 5                  | 27                 |
| 3                  | 2                  | Ben-Philip Gundersen | Supercar Lites     | JC Raceteknik                   | 3º                 | 14                 | 2º                 | –                  | 5                  | 3º                 | 4                  | 23                 |
| 4                  | 22                 | Sami-Matti Trogen    | Supercar Lites     | Set Promotion                   | 7º                 | 10                 | 3º                 | –                  | 4                  | 4º                 | 3                  | 17                 |
| 5                  | 35                 | Fraser McConnel      | Supercar Lites     | Olsbergs MSE                    | 4º                 | 13                 | –                  | 2º                 | 5                  | 5º                 | 2                  | 20                 |
| 6                  | 6                  | William Nilsson      | Supercar Lites     | JC Raceteknik                   | 8º                 | 9                  | –                  | 3º                 | 4                  | 6º                 | 1                  | 14                 |
| 7                  | 55                 | Vasilij Grjazin      | Supercar Lites     | Sports Racing Technologies      | 5º                 | 12                 | 5º                 | –                  | 2                  | nq                 | nq                 | 14                 |
| 8                  | 52                 | Simon Olofsson       | Supercar Lites     | Simon Olofsson                  | 6º                 | 11                 | –                  | 4º                 | 3                  | nq                 | nq                 | 14                 |
| 9                  | 12                 | Anders Michalak      | Supercar Lites     | Anders Michalak                 | 9º                 | 8                  | 6º                 | –                  | 1                  | nq                 | nq                 | 9                  |
| 10                 | 90                 | Jimmie Walfridson    | Supercar Lites     | JC Raceteknik                   | 10º                | 7                  | –                  | 5º                 | 2                  | nq                 | nq                 | 9                  |
| 11                 | 21                 | Damien Meunier       | Supercar Lites     | Damien Meunier                  | 11º                | 6                  | 4º                 | –                  | 3                  | nq                 | nq                 | 9                  |
| 12                 | 77                 | Steven Volders       | Supercar Lites     | National Renstal Trommelke      | 12º                | 5                  | –                  | 6º                 | 1                  | nq                 | nq                 | 6                  |
| 13                 | 66                 | Albert Llovera       | Supercar Lites     | Albert Llovera                  | 13º                | 4                  | nq                 | nq                 | nq                 | nq                 | nq                 | 4                  |

### Qualificazioni
| Categoria Supercar | Categoria Supercar | Categoria Supercar   | Categoria Supercar | Categoria Supercar              | Categoria Supercar | Categoria Supercar | Categoria Supercar | Categoria Supercar | Categoria Supercar | Categoria Supercar |
| Pos.               | N°                 | Pilota               | Auto               | Squadra                         | Q1                 | Q2                 | Q3                 | Q4                 | PQ                 | Punti              |
| ------------------ | ------------------ | -------------------- | ------------------ | ------------------------------- | ------------------ | ------------------ | ------------------ | ------------------ | ------------------ | ------------------ |
| 1                  | 13                 | Andreas Bakkerud     | Audi S1            | Monster Energy RX Cartel        | 50 (1º)            | 35 (9º)            | 50 (1º)            | 39 (5º)            | 174                | 16                 |
| 2                  | 31                 | Joni Wiman           | Hyundai i20        | GRX Taneco                      | 39 (5º)            | 40 (4º)            | 39 (5º)            | 42 (3º)            | 160                | 15                 |
| 3                  | 33                 | Liam Doran           | Audi S1            | Monster Energy RX Cartel        | 37 (7º)            | 50 (1º)            | 38 (6º)            | 34 (10º)           | 159                | 14                 |
| 4                  | 21                 | Timmy Hansen         | Peugeot 208 WRX    | Team Hansen MJP                 | 38 (6º)            | 34 (10º)           | 34 (10º)           | 50 (1º)            | 156                | 13                 |
| 5                  | 7                  | Timur Timerzjanov    | Hyundai i20        | GRX Taneco                      | 36 (8º)            | 38 (6º)            | 40 (4º)            | 40 (4º)            | 154                | 12                 |
| 6                  | 92                 | Anton Marklund       | GCK Mégane R.S. RX | GC Kompetition                  | 45 (2º)            | 29 (15º)           | 33 (11º)           | 45 (2º)            | 152                | 11                 |
| 7                  | 71                 | Kevin Hansen         | Peugeot 208 WRX    | Team Hansen MJP                 | 34 (10º)           | 36 (8º)            | 45 (2º)            | 36 (8º)            | 151                | 10                 |
| 8                  | 6                  | Jānis Baumanis       | Ford Fiesta ST MK7 | Team STARD                      | 29 (15º)           | 45 (2º)            | 36 (8º)            | 38 (6º)            | 148                | 9                  |
| 9                  | 44                 | Timo Scheider        | SEAT Ibiza         | ALL-INKL.COM Münnich Motorsport | 40 (4º)            | 39 (5º)            | 30 (14º)           | 37 (7º)            | 146                | 8                  |
| 10                 | 4                  | Mattias Ekström      | Audi S1            | Mattias Ekström                 | 35 (9º)            | 32 (12º)           | 42 (3º)            | 35 (9º)            | 144                | 7                  |
| 11                 | 123                | Krisztián Szabó      | Audi S1            | EKS Sport                       | 42 (3º)            | 33 (11º)           | 37 (7º)            | 23 (20º - DNF)     | 135                | 6                  |
| 12                 | 113                | Cyril Raymond        | GCK Clio R.S. RX   | GCK Academy                     | 32 (12º)           | 42 (3º)            | 29 (15º)           | 31 (13º)           | 134                | 5                  |
| 13                 | 36                 | Guerlain Chicherit   | GCK Mégane R.S. RX | GC Kompetition                  | 26 (18º)           | 37 (7º)            | 35 (9º)            | 27 (17º)           | 125                | 4                  |
| 14                 | 42                 | Oliver Bennett       | Mini Cooper S      | Oliver Bennett                  | 31 (13º)           | 30 (14º)           | 28 (16º)           | 33 (11º)           | 122                | 3                  |
| 15                 | 96                 | Guillame De Ridder   | GCK Clio R.S. RX   | GCK Academy                     | 30 (14º)           | 31 (13º)           | 24 (20º)           | 32 (12º)           | 117                | 2                  |
| 16                 | 5                  | Pål Try              | Ford Fiesta ST MK6 | Team STARD                      | 28 (16º)           | 28 (16º)           | 32 (12º)           | 26 (18º)           | 114                | 1                  |
| 17                 | 67                 | François Duval       | Škoda Fabia        | ESmotorsport - Labas GAS        | 33 (11º)           | 25 (19º)           | 31 (13º)           | 23 (19º - DNF)     | 112                | 0                  |
| 18                 | 39                 | Enzo Ide             | Audi S1            | Team JC Race Teknik             | 24 (20º)           | 27 (17º)           | 27 (17º)           | 30 (14º)           | 108                | 0                  |
| 19                 | 66                 | Grégoire Demoustier  | Peugeot 208        | Grégoire Demoustier             | 27 (17º)           | 23 (20º - DNF)     | 26 (18º)           | 29 (15º)           | 105                | 0                  |
| 20                 | 84                 | Hervé Knapick        | Citroën DS3        | "Knapick"                       | 25 (19º)           | 26 (18º)           | 25 (19º)           | 28 (16º)           | 104                | 0                  |
|                    |                    |                      |                    |                                 |                    |                    |                    |                    |                    |                    |
| Categoria RX2      |                    |                      |                    |                                 |                    |                    |                    |                    |                    |                    |
| Pos.               | N°                 | Pilota               | Auto               | Squadra                         | Q1                 | Q2                 | Q3                 | Q4                 | PQ                 | Punti              |
| 1                  | 47                 | Jesse Kallio         | Supercar Lites     | Olsbergs MSE                    | 50 (1º)            | 45 (2º)            | 45 (2º)            | 50 (1º)            | 190                | 16                 |
| 2                  | 16                 | Oliver Eriksson      | Supercar Lites     | Olsbergs MSE                    | 45 (2º)            | 32 (12º)           | 50 (1º)            | 45 (2º)            | 172                | 15                 |
| 3                  | 2                  | Ben-Philip Gundersen | Supercar Lites     | JC Raceteknik                   | 42 (3º)            | 50 (1º)            | 42 (3º)            | 33 (11º)           | 167                | 14                 |
| 4                  | 35                 | Fraser McConnel      | Supercar Lites     | Olsbergs MSE                    | 39 (5º)            | 38 (6º)            | 40 (4º)            | 38 (6º)            | 155                | 13                 |
| 5                  | 55                 | Vasilij Grjazin      | Supercar Lites     | Sports Racing Technologies      | 37 (7º)            | 40 (4º)            | 37 (7º)            | 39 (5º)            | 153                | 12                 |
| 6                  | 52                 | Simon Olofsson       | Supercar Lites     | Simon Olofsson                  | 40 (4º)            | 36 (8º)            | 33 (11º)           | 42 (3º)            | 151                | 11                 |
| 7                  | 22                 | Sami-Matti Trogen    | Supercar Lites     | Set Promotion                   | 33 (11º)           | 39 (5º)            | 39 (5º)            | 40 (4º)            | 151                | 10                 |
| 8                  | 6                  | William Nilsson      | Supercar Lites     | JC Raceteknik                   | 35 (9º)            | 42 (3º)            | 36 (8º)            | 35 (9º)            | 148                | 9                  |
| 9                  | 12                 | Anders Michalak      | Supercar Lites     | Anders Michalak                 | 38 (6º)            | 37 (7º)            | 34 (10º)           | 36 (8º)            | 145                | 8                  |
| 10                 | 90                 | Jimmie Walfridson    | Supercar Lites     | JC Raceteknik                   | 36 (8º)            | 31 (13º)           | 38 (6º)            | 34 (10º)           | 139                | 7                  |
| 11                 | 21                 | Damien Meunier       | Supercar Lites     | Damien Meunier                  | 34 (10º)           | 35 (9º)            | 35 (9º)            | 32 (12º)           | 136                | 6                  |
| 12                 | 77                 | Steven Volders       | Supercar Lites     | National Renstal Trommelke      | 32 (12º)           | 34 (10º)           | 32 (12º)           | 37 (7º)            | 135                | 5                  |
| 13                 | 66                 | Albert Llovera       | Supercar Lites     | Albert Llovera                  | 31 (13º)           | 33 (11º)           | 31 (13º)           | 31 (13º)           | 126                | 4                  |

Legenda:
|  | Qualificato al turno successivo |

### Semifinali
| Categoria Supercar - Semifinale 1 | Categoria Supercar - Semifinale 1 | Categoria Supercar - Semifinale 1 | Categoria Supercar - Semifinale 1 | Categoria Supercar - Semifinale 1 | Categoria Supercar - Semifinale 1 | Categoria Supercar - Semifinale 1 | Categoria Supercar - Semifinale 1 | Categoria Supercar - Semifinale 1 |
| Pos.                              | N°                                | Pilota                            | Auto                              | Squadra                           | Giri/Joker                        | Tempo                             | Distacco                          | Punti                             |
| --------------------------------- | --------------------------------- | --------------------------------- | --------------------------------- | --------------------------------- | --------------------------------- | --------------------------------- | --------------------------------- | --------------------------------- |
| 1                                 | 13                                | Andreas Bakkerud                  | Audi S1                           | Monster Energy RX Cartel          | 6/1                               | 3'22"773                          | –                                 | 6                                 |
| 2                                 | 7                                 | Timur Timerzjanov                 | Hyundai i20                       | GRX Taneco                        | 6/1                               | 3'22"917                          | +0"144                            | 5                                 |
| 3                                 | 33                                | Liam Doran                        | Audi S1                           | Monster Energy RX Cartel          | 6/1                               | 3'24"364                          | +1"591                            | 4                                 |
| 4                                 | 71                                | Kevin Hansen                      | Peugeot 208 WRX                   | Team Hansen MJP                   | 6/1                               | 3'24"447                          | +1"674                            | 3                                 |
| 5                                 | 44                                | Timo Scheider                     | SEAT Ibiza                        | ALL-INKL.COM Münnich Motorsport   | 6/1                               | 3'27"166                          | +4"393                            | 2                                 |
| 6                                 | 123                               | Krisztián Szabó                   | Audi S1                           | EKS Sport                         | 6/1                               | 3'28"402                          | +5"629                            | 1                                 |
|                                   |                                   |                                   |                                   |                                   |                                   |                                   |                                   |                                   |
| Categoria Supercar - Semifinale 2 |                                   |                                   |                                   |                                   |                                   |                                   |                                   |                                   |
| Pos.                              | N°                                | Pilota                            | Auto                              | Squadra                           | Giri/Joker                        | Tempo                             | Distacco                          | Punti                             |
| 1                                 | 31                                | Joni Wiman                        | Hyundai i20                       | GRX Taneco                        | 6/1                               | 3'21"340                          | –                                 | 6                                 |
| 2                                 | 6                                 | Jānis Baumanis                    | Ford Fiesta ST MK7                | Team STARD                        | 6/1                               | 3'23"170                          | +1"830                            | 5                                 |
| 3                                 | 21                                | Timmy Hansen                      | Peugeot 208 WRX                   | Team Hansen MJP                   | 6/1                               | 3'23"525                          | +2"185                            | 4                                 |
| 4                                 | 92                                | Anton Marklund                    | GCK Mégane R.S. RX                | GC Kompetition                    | 6/1                               | 3'24"676                          | +3"336                            | 3                                 |
| 5                                 | 113                               | Cyril Raymond                     | GCK Clio R.S. RX                  | GCK Academy                       | 6/1                               | 3'25"656                          | +4"316                            | 2                                 |
| 6                                 | 40                                | Mattias Ekström                   | Audi S1                           | Mattias Ekström                   | 6/1                               | 3'26"266                          | +4"926                            | 1                                 |

| Categoria RX2 - Semifinale 1 | Categoria RX2 - Semifinale 1 | Categoria RX2 - Semifinale 1 | Categoria RX2 - Semifinale 1 | Categoria RX2 - Semifinale 1 | Categoria RX2 - Semifinale 1 | Categoria RX2 - Semifinale 1 | Categoria RX2 - Semifinale 1 | Categoria RX2 - Semifinale 1 |
| Pos.                         | N°                           | Pilota                       | Auto                         | Squadra                      | Giri/Joker                   | Tempo                        | Distacco                     | Punti                        |
| ---------------------------- | ---------------------------- | ---------------------------- | ---------------------------- | ---------------------------- | ---------------------------- | ---------------------------- | ---------------------------- | ---------------------------- |
| 1                            | 47                           | Jesse Kallio                 | Supercar Lites               | Olsbergs MSE                 | 6/1                          | 3'38"600                     | –                            | 6                            |
| 2                            | 2                            | Ben-Philip Gundersen         | Supercar Lites               | JC Raceteknik                | 6/1                          | 3'40"458                     | +1"858                       | 5                            |
| 3                            | 22                           | Sami-Matti Trogen            | Supercar Lites               | Set Promotion                | 6/1                          | 3'41"322                     | +2"722                       | 4                            |
| 4                            | 21                           | Damien Meunier               | Supercar Lites               | Damien Meunier               | 6/1                          | 3'44"313                     | +5"713                       | 3                            |
| 5                            | 55                           | Vasilij Grjazin              | Supercar Lites               | Sports Racing Technologies   | 6/1                          | 3'45"112                     | +6"512                       | 2                            |
| 6                            | 12                           | Anders Michalak              | Supercar Lites               | Anders Michalak              | 5/1                          | 3'30"901                     | +1 giro                      | 1                            |
|                              |                              |                              |                              |                              |                              |                              |                              |                              |
| Categoria RX2 - Semifinale 2 |                              |                              |                              |                              |                              |                              |                              |                              |
| Pos.                         | N°                           | Pilota                       | Auto                         | Squadra                      | Giri/Joker                   | Tempo                        | Distacco                     | Punti                        |
| 1                            | 16                           | Oliver Eriksson              | Supercar Lites               | Olsbergs MSE                 | 6/1                          | 3'37"793                     | –                            | 6                            |
| 2                            | 35                           | Fraser McConnel              | Supercar Lites               | Olsbergs MSE                 | 6/1                          | 3'40"233                     | +2"440                       | 5                            |
| 3                            | 6                            | William Nilsson              | Supercar Lites               | JC Raceteknik                | 6/1                          | 3'41"277                     | +3"484                       | 4                            |
| 4                            | 52                           | Simon Olofsson               | Supercar Lites               | Simon Olofsson               | 6/1                          | 3'43"710                     | +5"917                       | 3                            |
| 5                            | 90                           | Jimmie Walfridson            | Supercar Lites               | JC Raceteknik                | 6/1                          | 3'45"570                     | +7"777                       | 2                            |
| 6                            | 77                           | Steven Volders               | Supercar Lites               | National Renstal Trommelke   | 6/1                          | 3'46"722                     | +8"929                       | 1                            |

Legenda:
|  | Qualificato al turno successivo |

### Finali
| Categoria Supercar | Categoria Supercar | Categoria Supercar | Categoria Supercar | Categoria Supercar       | Categoria Supercar | Categoria Supercar | Categoria Supercar | Categoria Supercar |
| Pos.               | N°                 | Pilota             | Auto               | Squadra                  | Giri/Joker         | Tempo              | Distacco           | Punti              |
| ------------------ | ------------------ | ------------------ | ------------------ | ------------------------ | ------------------ | ------------------ | ------------------ | ------------------ |
| 1                  | 7                  | Timur Timerzjanov  | Hyundai i20        | GRX Taneco               | 6/1                | 3'21"352           | –                  | 8                  |
| 2                  | 13                 | Andreas Bakkerud   | Audi S1            | Monster Energy RX Cartel | 6/1                | 3'23"354           | +2"002             | 5                  |
| 3                  | 31                 | Joni Wiman         | Hyundai i20        | GRX Taneco               | 6/1                | 3'24"054           | +2"702             | 4                  |
| 4                  | 21                 | Timmy Hansen       | Peugeot 208 WRX    | Team Hansen MJP          | 6/1                | 3'26"772           | +5"420             | 3                  |
| 5                  | 6                  | Jānis Baumanis     | Ford Fiesta ST MK7 | Team STARD               | 6/1                | 3'28"960           | +7"608             | 2                  |
| 6                  | 33                 | Liam Doran         | Audi S1            | Monster Energy RX Cartel | 6/1                | 3'37"725           | +16"373            | 1                  |

- Giro più veloce: 32"335 ( Timmy Hansen);
- Miglior tempo di reazione: 0"415 ( Timur Timerzjanov);
- Miglior giro Joker: 34"045 ( Timur Timerzjanov).

| Categoria RX2 | Categoria RX2 | Categoria RX2        | Categoria RX2  | Categoria RX2 | Categoria RX2 | Categoria RX2 | Categoria RX2 | Categoria RX2 |
| Pos.          | N°            | Pilota               | Auto           | Squadra       | Giri/Joker    | Tempo         | Distacco      | Punti         |
| ------------- | ------------- | -------------------- | -------------- | ------------- | ------------- | ------------- | ------------- | ------------- |
| 1             | 16            | Oliver Eriksson      | Supercar Lites | Olsbergs MSE  | 6/1           | 3'36"590      | –             | 8             |
| 2             | 47            | Jesse Kallio         | Supercar Lites | Olsbergs MSE  | 6/1           | 3'36"989      | +0"399        | 5             |
| 3             | 2             | Ben-Philip Gundersen | Supercar Lites | JC Raceteknik | 6/1           | 3'40"007      | +3"417        | 4             |
| 4             | 22            | Sami-Matti Trogen    | Supercar Lites | Set Promotion | 6/1           | 3'42"805      | +6"215        | 3             |
| 5             | 35            | Fraser McConnel      | Supercar Lites | Olsbergs MSE  | 6/1           | 3'42"868      | +6"278        | 2             |
| 6             | 6             | William Nilsson      | Supercar Lites | JC Raceteknik | 6/1           | 3'43"385      | +6"795        | 1             |

- Giro più veloce: 35"075 ( Oliver Eriksson);
- Miglior tempo di reazione: 0"465 ( Sami-Matti Trogen);
- Miglior giro Joker: 36"086 ( Jesse Kallio).

## Risultati Euro RX

### Classifica finale Super1600
| Categoria Super1600 | Categoria Super1600 | Categoria Super1600  | Categoria Super1600 | Categoria Super1600             | Categoria Super1600 | Categoria Super1600 | Categoria Super1600 | Categoria Super1600 | Categoria Super1600 | Categoria Super1600 | Categoria Super1600 | Categoria Super1600 |
| Pos.                | N°                  | Pilota               | Auto                | Squadra                         | Qualificazioni      | Qualificazioni      | Semifinali          | Semifinali          | Semifinali          | Finale              | Finale              | PC                  |
| Pos.                | N°                  | Pilota               | Auto                | Squadra                         | Pos.                | Punti               | SF1                 | SF2                 | Punti               | Pos.                | Punti               | PC                  |
| ------------------- | ------------------- | -------------------- | ------------------- | ------------------------------- | ------------------- | ------------------- | ------------------- | ------------------- | ------------------- | ------------------- | ------------------- | ------------------- |
| 1                   | 48                  | Ajdar Nuriev         | Audi A1             | Volland Racing KFT              | 1º                  | 16                  | 1º                  | –                   | 6                   | 1º                  | 8                   | 30                  |
| 2                   | 19                  | Egor Sanin           | Renault Twingo      | AG Team                         | 6º                  | 11                  | –                   | 1º                  | 6                   | 2º                  | 5                   | 22                  |
| 3                   | 16                  | Josef Šusta          | Škoda Fabia         | ACCR Czech Team                 | 8º                  | 9                   | –                   | 2º                  | 5                   | 3º                  | 4                   | 18                  |
| 4                   | 15                  | Gergely Márton       | Audi A1             | Volland Racing KFT              | 5º                  | 12                  | 2º                  | –                   | 5                   | 4º                  | 3                   | 20                  |
| 5                   | 39                  | Artur Egorov         | Audi A1             | Volland Racing KFT              | 3º                  | 14                  | 3º                  | –                   | 4                   | 5º                  | 2                   | 20                  |
| 6                   | 136                 | Tomáš Krejcík        | Škoda Citigo        | PAJR s.r.o                      | 12º                 | 5                   | –                   | 3º                  | 4                   | 6º                  | 1                   | 10                  |
| 7                   | 89                  | Timur Šigabutdinov   | Audi A1             | Volland Racing KFT              | 2º                  | 15                  | –                   | 4º                  | 3                   | nq                  | nq                  | 18                  |
| 8                   | 7                   | Marat Knjazev        | Škoda Fabia         | AG Team                         | 4º                  | 13                  | –                   | 5º                  | 2                   | nq                  | nq                  | 15                  |
| 9                   | 10                  | Janno Ligur          | Škoda Fabia         | Ligur Racing                    | 7º                  | 10                  | 4º                  | –                   | 3                   | nq                  | nq                  | 13                  |
| 10                  | 18                  | Zsolt Szíjj Jolly    | Škoda Fabia         | Speedy Motorsport               | 9º                  | 8                   | 6º                  | –                   | 1                   | nq                  | nq                  | 9                   |
| 11                  | 51                  | Marius Bermingrud    | Škoda Fabia         | Marius Bermingrud               | 10º                 | 7                   | –                   | 6º                  | 1                   | nq                  | nq                  | 8                   |
| 12                  | 75                  | Maximilien Eveno     | Citroën C2          | Maximilien Eveno                | 11º                 | 6                   | 5º                  | –                   | 2                   | nq                  | nq                  | 8                   |
| 13                  | 57                  | Jakub Wyszyński      | Volkswagen Polo     | Jakub Wyszyński                 | 13º                 | 4                   | nq                  | nq                  | nq                  | nq                  | nq                  | 4                   |
| 14                  | 3                   | Pavel Vimmer         | Škoda Fabia         | Diana Czech National Team       | 14º                 | 3                   | nq                  | nq                  | nq                  | nq                  | nq                  | 3                   |
| 15                  | 95                  | Yuri Belevskiy       | Audi A1             | Volland Racing KFT              | 15º                 | 2                   | nq                  | nq                  | nq                  | nq                  | nq                  | 2                   |
| 16                  | 133                 | Jack Thorne          | Renault Twingo      | Jack Thorne                     | 16º                 | 1                   | nq                  | nq                  | nq                  | nq                  | nq                  | 1                   |
| 17                  | 88                  | Ole-Henry Steinsholt | Škoda Fabia         | Ole-Henry Steinsholt            | 17º                 | 0                   | nq                  | nq                  | nq                  | nq                  | nq                  | 0                   |
| 18                  | 96                  | Marcel Suchý         | Peugeot 207         | Jihočeský Autoklub v AČR        | 18º                 | 0                   | nq                  | nq                  | nq                  | nq                  | nq                  | 0                   |
| 19                  | 37                  | Jimmy Terpereau      | Citroën C2          | Jimmy Terpereau                 | 19º                 | 0                   | nq                  | nq                  | nq                  | nq                  | nq                  | 0                   |
| 20                  | 117                 | Radoslaw Raczkowski  | Škoda Fabia         | Radoslaw Raczkowski             | 20º                 | 0                   | nq                  | nq                  | nq                  | nq                  | nq                  | 0                   |
| 21                  | 85                  | Guro Majormoen       | Citroën C2          | Guro Majormoen                  | 21º                 | 0                   | nq                  | nq                  | nq                  | nq                  | nq                  | 0                   |
| 22                  | 128                 | Jérémy Lambec        | Škoda Fabia         | Jérémy Lambec                   | 22º                 | 0                   | nq                  | nq                  | nq                  | nq                  | nq                  | 0                   |
| 23                  | 13                  | András Ferjáncz      | Ford Fiesta         | Kárai Motorsport Sportegyesület | 23º                 | 0                   | nq                  | nq                  | nq                  | nq                  | nq                  | 0                   |
| 24                  | 20                  | Siim Saluri          | Renault Twingo      | RS Racing Team                  | 24º                 | 0                   | nq                  | nq                  | nq                  | nq                  | nq                  | 0                   |
| 25                  | 50                  | Marcel Snoeijers     | Renault Mégane      | Marcel Snoeijers                | 25º                 | 0                   | nq                  | nq                  | nq                  | nq                  | nq                  | 0                   |

### Finale
| Categoria Super1600 | Categoria Super1600 | Categoria Super1600 | Categoria Super1600 | Categoria Super1600 | Categoria Super1600 | Categoria Super1600 | Categoria Super1600 | Categoria Super1600 | Categoria Super1600 |
| Pos.                | N°                  | Pilota              | Auto                | Squadra             | Giri/Joker          | Tempo               | Distacco            | Punti               |                     |
| ------------------- | ------------------- | ------------------- | ------------------- | ------------------- | ------------------- | ------------------- | ------------------- | ------------------- | ------------------- |
| 1                   | 48                  | Ajdar Nuriev        | Audi A1             | Volland Racing KFT  | 6/1                 | 3'45"903            | –                   | 8                   |                     |
| 2                   | 19                  | Egor Sanin          | Renault Twingo      | AG Team             | 6/1                 | 3'47"451            | +1"548              | 5                   |                     |
| 3                   | 16                  | Josef Šusta         | Škoda Fabia         | ACCR Czech Team     | 6/1                 | 3'51"701            | +5"798              | 4                   |                     |
| 4                   | 15                  | Gergely Márton      | Audi A1             | Volland Racing KFT  | 6/1                 | 3'52"189            | +6"286              | 3                   |                     |
| 5                   | 39                  | Artur Egorov        | Audi A1             | Volland Racing KFT  | 6/1                 | 3'52"744            | +6"841              | 2                   |                     |
| 6                   | 136                 | Tomáš Krejcík       | Škoda Citigo        | PAJR s.r.o          | 5/1                 | 4'29"529            | +1 giro             | 1                   |                     |

- Giro più veloce: 36"232 ( Ajdar Nuriev);
- Miglior tempo di reazione: 0"464 ( Ajdar Nuriev);
- Miglior giro Joker: 38"193 ( Ajdar Nuriev).

## Classifiche di campionato
World RX Supercar - piloti
| Pos. | Pos. | Pilota              | Punti |
| ---- | ---- | ------------------- | ----- |
| 1    |      | Kevin Hansen        | 69    |
| 2    | 1    | Timmy Hansen        | 58    |
| 3    | 3    | Timur Timerzjanov   | 53    |
| 4    |      | Jānis Baumanis      | 52    |
| 5    | 4    | Andreas Bakkerud    | 51    |
| 6    | 4    | Niclas Grönholm     | 48    |
| 7    | 1    | Liam Doran          | 43    |
| 8    | 1    | Timo Scheider       | 37    |
| 9    | 4    | Krisztián Szabó     | 35    |
| 10   | 2    | Anton Marklund      | 31    |
| 11   | 1    | Cyril Raymond       | 30    |
| 12   | N    | Joni Wiman          | 25    |
| 13   | 2    | Guerlain Chicherit  | 24    |
| 14   | 1    | Rokas Baciuška      | 14    |
| 15   | 1    | Guillame De Ridder  | 10    |
| 16   | N    | Mattias Ekström     | 8     |
| 17   | 2    | Reinis Nitišs       | 5     |
| 18   | 2    | Pål Try             | 4     |
| 19   |      | Oliver Bennett      | 3     |
| 20   | 3    | Christopher Hoy     | 2     |
| 21   | 3    | Jani Paasonen       | 1     |
| 22   | N    | François Duval      | 0     |
| 23   | N    | Enzo Ide            | 0     |
| 24   | N    | Grégoire Demoustier | 0     |
| 25   | 4    | Hervé Knapick       | 0     |
| 26   | 6    | Tamás Kárai         | 0     |

World RX Supercar - squadre
| Pos. | Pos. | Squadra                  | Punti |
| ---- | ---- | ------------------------ | ----- |
| 1    |      | Team Hansen MJP          | 127   |
| 2    |      | GRX Taneco               | 126   |
| 3    |      | Monster Energy RX Cartel | 94    |
| 4    |      | GC Kompetition           | 55    |
| 5    |      | GCK Academy              | 40    |

World RX RX2 - piloti
| Pos. | Pos. | Pilota               | Punti |
| ---- | ---- | -------------------- | ----- |
| 1    |      | Oliver Eriksson      | 59    |
| 2    | 1    | Jesse Kallio         | 50    |
| 3    | 1    | Fraser McConnel      | 46    |
| 4    | 1    | Sami-Matti Trogen    | 36    |
| 5    | 1    | Vasilij Grjazin      | 34    |
| 6    | 7    | Ben-Philip Gundersen | 27    |
| 7    | 1    | Simon Olofsson       | 25    |
| 8    | 2    | Damien Meunier       | 25    |
| 9    | 1    | William Nilsson      | 23    |
| 10   | 3    | Anders Michalak      | 22    |
| 11   |      | Jimmie Walfridson    | 17    |
| 12   | 3    | Steven Volders       | 16    |
| 13   | 1    | Albert Llovera       | 10    |

Euro RX Super1600 - piloti
| Pos. | Pos. | Pilota               | Punti |
| ---- | ---- | -------------------- | ----- |
| 1    |      | Ajdar Nuriev         | 60    |
| 2    |      | Artur Egorov         | 46    |
| 3    |      | Gergely Márton       | 42    |
| 4    |      | Timur Šigabutdinov   | 36    |
| 5    | 3    | Egor Sanin           | 35    |
| 6    | 3    | Marat Knjazev        | 27    |
| 7    | 1    | Janno Ligur          | 27    |
| 8    | 4    | Josef Šusta          | 25    |
| 9    | 1    | Maximilien Eveno     | 25    |
| 10   |      | Zsolt Szíjj Jolly    | 19    |
| 11   | 6    | Yuri Belevskiy       | 15    |
| 12   | 3    | Tomáš Krejcík        | 12    |
| 13   |      | Marius Bermingrud    | 12    |
| 14   | 3    | Ole-Henry Steinsholt | 8     |
| 15   | 1    | Jakub Wyszyński      | 7     |
| 16   | 1    | Pavel Vimmer         | 3     |
| 17   | 1    | Jack Thorne          | 2     |
| 18   | 3    | Marcel Suchý         | 0     |
| 19   | 3    | Jimmy Terpereau      | 0     |
| 20   | N    | Radoslaw Raczkowski  | 0     |
| 21   | 2    | Guro Majormoen       | 0     |
| 22   | 2    | Jérémy Lambec        | 0     |
| 23   | N    | András Ferjáncz      | 0     |
| 24   | 6    | Siim Saluri          | 0     |
| 25   | 2    | Marcel Snoeijers     | 0     |